# Enebakkneset
Enebakkneset là một làng nằm ở Na Uy.